# كوخ الشاطئ

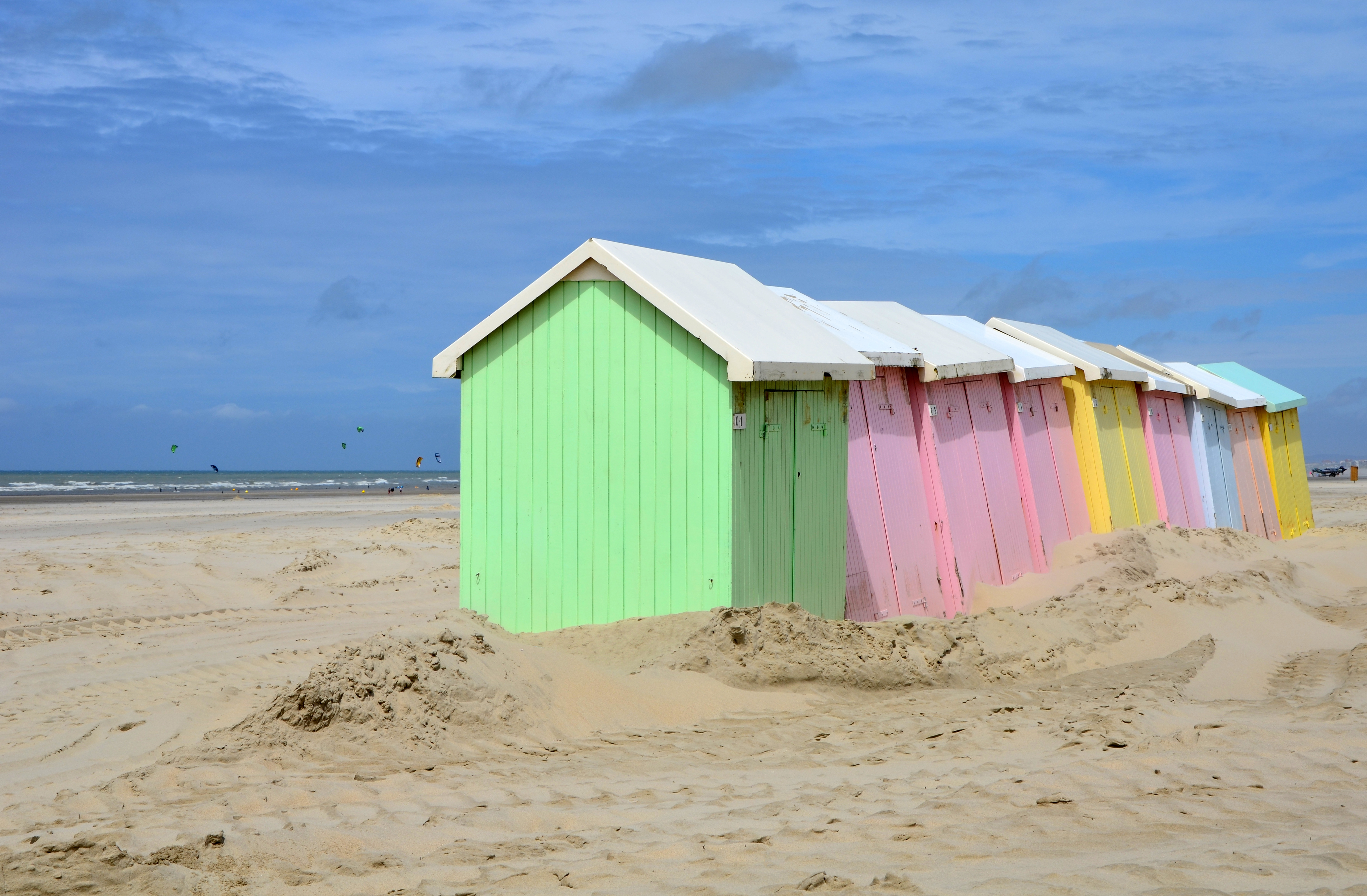
أكواخ في شاطئ بيرك باس دي كالايس (فرنسا)

كوخ الشاطئ (المعروف أيضا باسم صندوق الشاطئ أو صندوق الاستحمام) هو صندوق صغير، عادة خشبي وغالبا ما تكون ذات لون زاهي، فوق علامة المد العالي على شواطئ الاستحمام الشعبية. وتستخدم عادة كمأوى من الشمس أو الرياح، حيث يتم تغييرها من وإلى ملابس السباحة ولتخزين بعض الممتلكات الشخصية بأمان. بعض الأكواخ الشاطئية تتضمن مرافق بسيطة لإعداد الطعام والمشروبات الساخنة إما عن طريق الغاز المعبأ أو الكهرباء في بعض الأحيان.
وصلة=|تصغير

## مواقعه

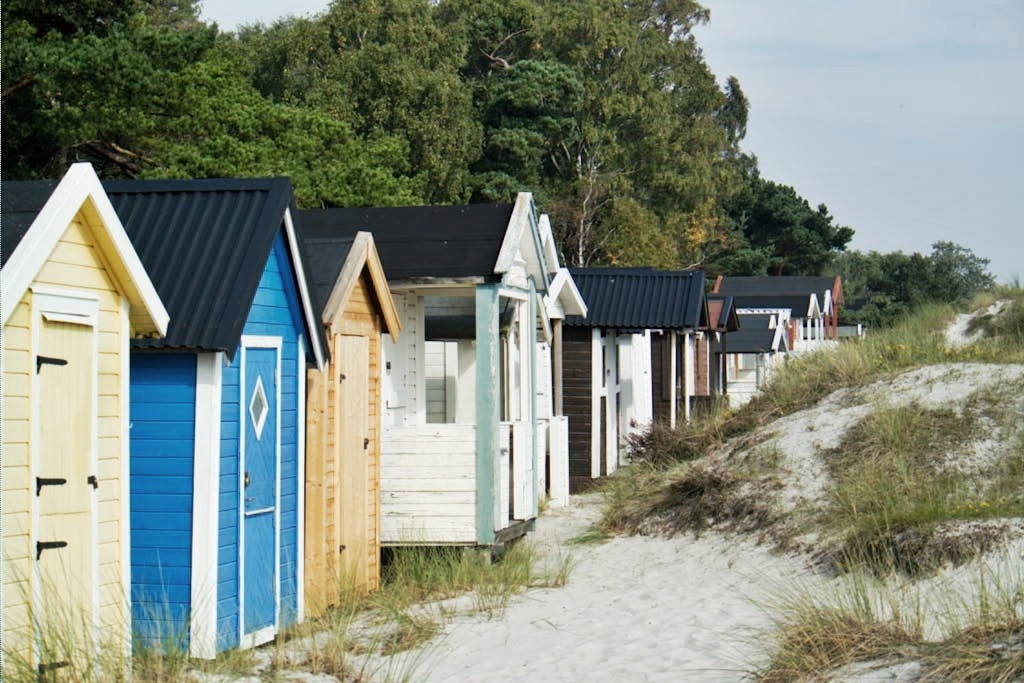
أكواخ بالقرب من شاطئ بحر البلطيق في Höllviken, سويسرا.

في العديد من المنتجعات الساحلية، يتم ترتيب الأكواخ الشاطئية في رتبة واحدة أو أكثر على طول الجزء العلوي من الشاطئ. اعتمادا على الموقع، أكواخ الشاطئ قد تكون مملوكة للقطاع الخاص أو قد تكون مملوكة من قبل المجلس المحلي أو هيئة إدارية مماثلة. على الشواطئ الشعبية، يمكن للأكواخ الساحلية المملوكة للقطاع الخاص الحصول على أسعار كبيرة بسبب موقعها الملائم، من كل تناسب مع حجمها ووسائل الراحة. تم بيع شاليه شاطئ خشبي قبل الحرب في غرب بيكسينغتون، دورست في مزاد بمبلغ 216,000 جنيه استرليني في عام 2006، وكوخ شاطئ على مودفورد سبيت بمبلغ 170,000 جنيه استرليني في عام 2012، حيث ارتفعت الأسعار فوق 270,000 جنيه استرليني بحلول عام 2017. غير أن هذه الحالات استثنائية لأن المبيت فيها ممكن في كلتا الحالتين. بدأت الأسعار في عام 2009 للأكواخ النموذجية في جميع أنحاء المملكة المتحدة من 6000 جنيه استرليني في والتون على النازي وتصل عادة إلى 35000 جنيه استرليني. في يناير 2016 تم بيع كوخ شاطئي في برايتون، فيكتوريا، أستراليا بمبلغ قياسي قدره 285,000 دولار.
تقارير أفادت في أبريل 2021 تحديثا لهذه الفئة: «لقد ارتفع متوسط سعر الطلب لكوخ الشاطئ في بريطانيا من 25,578 جنيها إسترلينيا إلى 36,034 جنيها إسترلينيا» في 12 شهرًا للسنة الواحدة.
اليوم يعتقد أن هناك حوالي 20,000 من الأكواخ الشاطئية في المملكة المتحدة المواقع التي يمكن رؤية الأكواخ الشاطئية تشمل لويستوفت، ساوثوولد، والتون أون ذا نازي، فرينتون أون ذا سي، أبرسوش، خليج لانغلاند، روثرسليد، روستينغتون، سانت هيلينز، جزيرة وايت، تانكرتون سلوبس المنحدرات وجزيرة مرسي. وأيضًا في مواقع في بلدان أخرى تشمل ويميرو، فرنسا، حيث المناظر الملونة والخلابة في كيب تاون، جنوب أفريقيا، نيسودن، النرويج وبرايتون وأماكن أخرى حول بورت فيليب في أستراليا.
هولهاشي هي أماكن استراحة مالديفية صغيرة عادة ما توجد فقط في جزر المالديف. ويمكن العثور على هذه الأكواخ الشاطئية الصغيرة بالقرب من الشواطئ أو الموانئ.

## نظرة تأريخية

شاطئا ديندي ستريت وميدل برايتون في ولاية فيكتوريا، أستراليا، خلال ظهيرة صيفية. تظهر صناديق الاستحمام الملونة الشهيرة، وميناء ميدل برايتون، وقوارب نادي رويال برايتون لليخوت، وفي الأفق يظهر أفق مدينة ملبورن على بُعد 12 كم.

من المعروف أن صناديق الاستحمام الشهيرة في برايتون في أستراليا كانت موجودة منذ عام 1862. حيث يُعتقد أن صناديق الاستحمام قد تم بناؤها واستخدامها إلى حد كبير كرد فعل على الأخلاق الفيكتورية في ذلك العصر، ومن المعروف أنها لم تكن موجودة فقط في أستراليا ولكن أيضا على شواطئ إنجلترا وفرنسا وإيطاليا وكايب تاون في نفس الوقت تقريبا.
وقد تطورت من آلات الاستحمام ذات العجلات التي استخدمها الفيكتوريون للحفاظ على تواضعهم. أعطى جورج الثالث موافقة ملكية على الأزياء الجديدة عندما أخذ حماما طبيا في ويماوث لمرافقة الموسيقى «حفظ الله الملك». بينما ركبت الملكة فيكتوريا واحدة في منزل أوزبورن في جزيرة وايت في أربعينات القرن التاسع عشر.
في أوائل القرن العشرين، كانت الأكواخ الشاطئية تعتبر «منازل للعطلات من أجل الطبقات الكادحة»، ولكن في الثلاثينيات من القرن العشرين تم إحياء صورتها، وقضى جورج الخامس والملكة ماري اليوم في كوخ على الشاطئ في ساسكس، وكان من بين المالكين الآخرين عائلة سبنسر ولورانس أوليفييه. خلال الحرب العالمية الثانية تم إغلاق جميع الشواطئ في المملكة المتحدة، وإعادة فتحها في أواخر الأربعينيات والخمسينيات أدى إلى عودة عطلة الشاطئ البريطاني وأوج أيام بيتش هت.
ولكن من جانب اخر، فأن العديد من الأكواخ الشاطئية كانت في السابق أكواخ الصيادين، أو حظائر القوارب أو آلات الاستحمام المحولة، فقد تم بناء بعض أقدم الأكواخ الشاطئية في المملكة المتحدة في بورنموث، على جانبي رصيف بورنموث في عام 1909. صممها ف. ب دولامور، مهندس بورنموث، عرضت عليهم مقابل 12  إلى 10 جنيهات إسترلينية في السنة. بنيت في البداية 160 كوخا أو شقق من طابق واحد كما كانت قبل الحرب العالمية الأولى. واليوم تضم بورنموث حوالي 520 كوخا يملكها المجلس؛ بالإضافة إلى ذلك هناك 1200 كوخ خاص. وتختلف في الأسلوب من المباني التقليدية الخشبية مثل السقيفة إلى الأكواخ الخرسانية فائقة الحداثة مثل أكواخ شاطئ أوفرستراند في عام 1950 في بوسكومب. تم تجديدها لتصاميم من قبل «واين» و «جيراردين همنغواي»، مؤسسي العلامة التجارية «ريد أور ديد»، كما تم افتتاح الأكواخ الخاصة بالشعاب المرجانية في خريف عام 2009.

## الأكواخ الجديرة بالذكر
دُمِر كوخ الملكة بالكامل في نورفولك بحريق في عام 2003. كان المبنى مملوكا من قبل العائلة المالكة لمدة 70 عاما وكان معروفا بأنه محبوب جدا من قبل الملكة. وفي الآونة الأخيرة، باعت الفنانة تريسي إمين كوخ الشاطئ الخاص بها إلى الجامع، تشارلز ساتشي، مقابل 75,000 جنيه إسترليني. حيث دمرت ألسنة اللهب أيضاً هذا الكوخ عندما احترق المستودع الذي كان مخزناً فيه. في أبريل 2011 حصل مجلس بورنموث على إذن التخطيط لموقع «كنيسة» ككوخ للشاطئ على الرمال بهدف إستضافة مراسم الزفاف والشراكة المدنية. حيث يقع «كوخ الشاطئ السوبر» على شاطئ بورنموث تحت مصعد الجرف الغربي.
ان فندق «تراك سورف هوتيل» (Truck Surf Hotel) هو فندق يتكون من خمس غرف للنوم والإفطار مبني على شاحنة، والذي يخدم مجتمع ركوب الأمواج من الشاطئ إلى الشاطئ على طول سواحل البرتغال والمغرب في دورة أسبوعية.